# Kahvehane

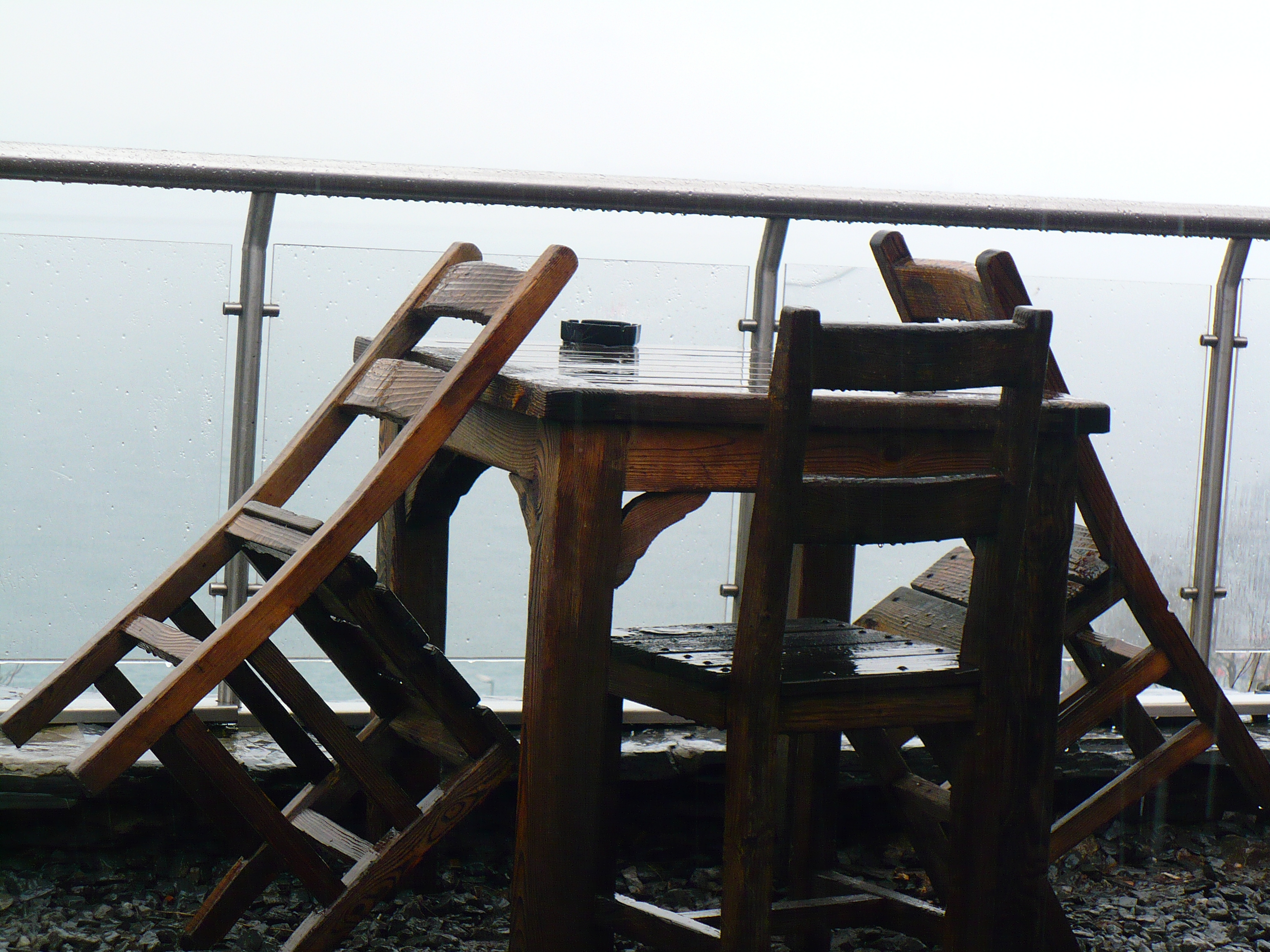
Mesa y sillas típicas de un kahvehane en Estambul con una terraza con vistas al mar

El Kahvehane, Kıraathane o simplemente Kahve es un establecimiento turco de café y otras bebidas similar a una cafetería o bar. En turco, kahve significa café, kahvehane significa «casa de café» o «cafetería» y kıraathane significa literalmente «casa de lectura». Este último nombre proviene del hecho de que muchas personas leen los periódicos en los kahvehanes ya que casi siempre están disponibles de manera gratuita por ley.
En los kahvehanes se consumen bebidas calientes como café, té, oralet (té de naranja), kant (agua caliente con una rodaja de limón o jugo de limón y azúcar), adaçayı (té de salvia), ıhlamur (té de tilo) y bebidas frías sin alcohol, ya que desde 1984 no se permite servir cerveza en los kahvehanes turcos según la ley.

## Historia
El primer kahvehane de Turquía fue abierto en 1554 en Estambul durante el período del Imperio otomano. En la época otomana, los kahvehanes tenían funciones sociales importantes como el çeşme (fuente), pazar (mercado), mahalle (barrio) y sokak (calle). En la diáspora turca de Europa occidental, como en Alemania, existen mahalles de turcos con su propio kahvehane, bakkal (pequeña tienda de alimentos) y otros negocios típicos turcos. Una investigación sobre los kahvehanes en Alemania aborda la influencia de estos establecimientos en la integración de los inmigrantes turcos en la sociedad alemana. Según Wilhelm Staudacher, Secretario General de Konrad Adenauer-Stiftung, los primeros inmigrantes turcos que llegaron a Alemania en la década de 1960 sufrieron al no encontrar sus mezquitas, kahvehanes y comidas en este país.

## Actualidad
Actualmente hay 600 000 kahvehanes en toda Turquía. Tradicionalmente, un lugar solo para hombres hoy en día los kahvehanes atraen tanto a mujeres como a hombres especialmente los kahvehanes cercanos a las universidades. También hay mujeres que regentan kahvehanes algunos de los cuales solo sirven a mujeres.
Una de las características más importantes que separan a los kahvehanes de las cafeterías son los juegos de mesa como bésigue, puente, okey, (juego de rummy que se juega con fichas), dominó y backgammon que se juegan en estos establecimientos sin ánimo de lucro. Generalmente, quien pierde un juego paga por las bebidas consumidas en la mesa. 